# Conflictul din Rojava
Conflictul din Rojava, cunoscut și sub numele de revoluția din Rojava sau Conflictul din Kurdistanul sirian, este o revoltă politică și un conflict militar care are loc în nordul Siriei, cunoscut printre naționaliștii kurzi sub numele de Kurdistanul de Vest sau Rojava.
În timpul Războiului Civil Sirian care a început în 2011, o coaliție dominată de kurzi condusă de Partidul Uniunii Democratice, precum și alte grupuri kurde, arabe, siriac-asiriene și turkmene au încercat să stabilească o nouă constituție pentru regiunea autonomă de facto, în timp ce părțile militare și milițiile aliate au luptat pentru a menține controlul asupra regiunii. Acest lucru a condus la înființarea Administrației Autonome a Siriei de Nord și de Est (SNE) în 2016.
Susținătorii SNE afirmă că evenimentul constituie o revoluție socială cu un rol proeminent jucat de femei atât pe câmpul de luptă, cât și în cadrul noului sistem politic, precum și punerea în aplicare a confederalismului democratic, o formă de socialism libertarian care subliniază decentralizarea, egalitatea de gen și nevoia de guvernanță locală prin democrație semi-directă.

## Context

### Discriminare statală
Reprimarea kurzilor și a altor minorități etnice a început de la crearea Mandatului francez al Siriei după Acordul Sykes – Picot.  Guvernul sirian (cunoscut oficial ca Republica Arabă Siriană) nu a recunoscut oficial existența kurzilor, iar în 1962, 120.000 de kurzi sirieni au fost privați de cetățenie, lăsându-i apatrizi. Limba și cultura kurdă au fost, de asemenea, suprimate. Guvernul a încercat să rezolve aceste probleme în 2011, acordând cetățenie tuturor kurzilor, dar doar aproximativ 6.000 din 150.000 de kurzi apatrizi au primit naționalitate și cele mai multe reglementări discriminatorii, inclusiv interdicția de a preda kurda în școală, sunt încă valabile. Din cauza războiului civil sirian, care a început în 2011, guvernul nu mai este în măsură să aplice aceste legi.

### Revolta Qamișli
În 2004 au izbucnit revolte împotriva guvernului în orașul Qamișli din nord-estul țării. În timpul unui meci de fotbal dintre o echipă kurdă locală și o echipă arabă în vizită de la Deir ez-Zor, unii fani arabi au înălțat portrete ale lui Saddam Hussein, care a ucis zeci de mii de kurzi din Kurdistanul de Sud în timpul campaniei Al-Anfal din anii 1980. Tensiunile au crescut rapid în proteste deschise, kurzii ridicându-și steagul și ieșind în stradă pentru a cere drepturi culturale și politice. Forțele de securitate au tras în mulțime, ucigând șase kurzi, inclusiv trei copii. Protestatarii au ars biroul local al Partidului Ba'ath. Între 30 și 100 de kurzi au fost uciși de guvern înainte ca protestele să fie înăbușite. Mii de kurzi au fugit apoi în Irak, unde a fost stabilită o tabără de refugiați. Ciocniri ocazionale între protestatarii kurzi și forțele guvernamentale au avut loc în următorii ani.

## Calea cătrea auto-guvernarea Rojavei

### Războiul Civil Sirian

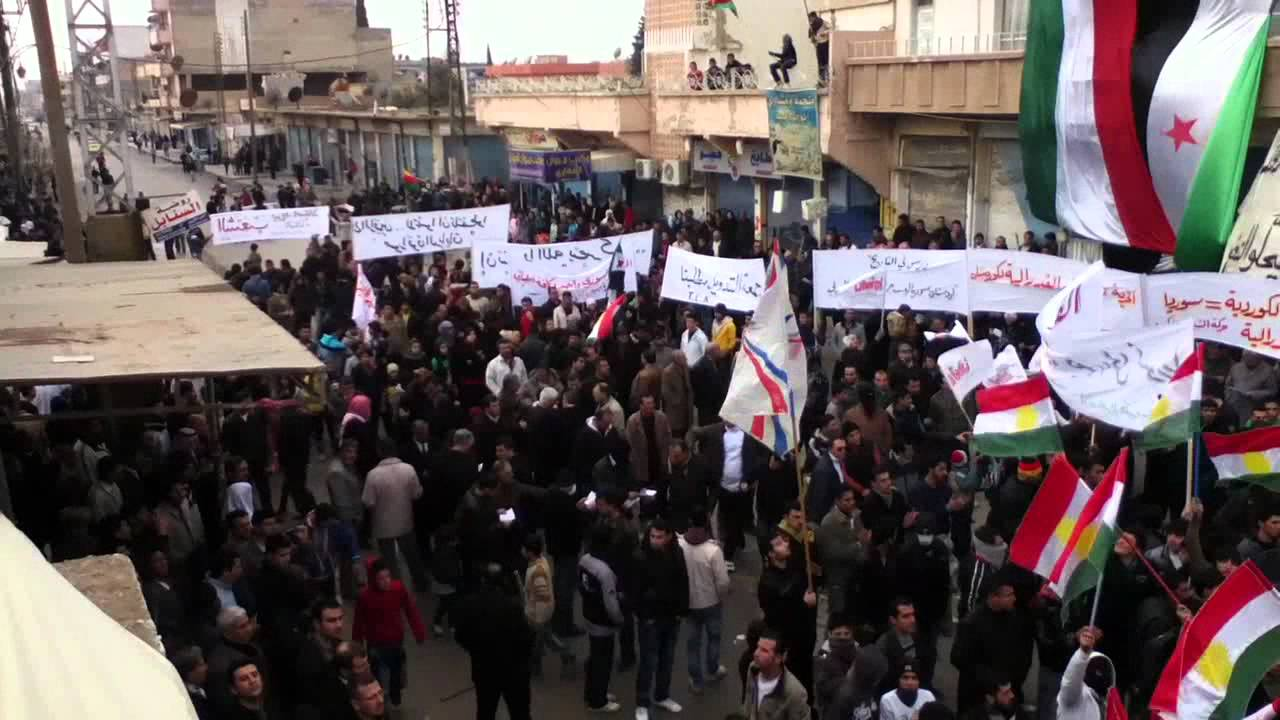
Kurzi, asirieni, și arabi demonstrând în potriva guvernului lui Bashar al-Assad în Qamișli, 6 ianuarie 2012

În 2011, primăvara arabă a ajuns și în Siria. Într-un ecou al Revoluției Iasomiei, cetățeanul sirian Hasan Ali Akleh s-a îmbibat în benzină și și-a dat foc în orașul Al-Hasakah din nordul țării. Acest lucru i-a inspirat pe activiști să apeleze la o „Zi a furiei” la care a participat puțină lume din cauza fricii de represiune din partea guvernului sirian. Câteva zile mai târziu, însă, au avut loc din nou proteste, de data aceasta ca răspuns la agresiunea poliției față de un negustor.
Proteste mai mici au continuat și, la 7 martie 2011, treisprezece prizonieri politici au intrat în greva foamei, iar sentimentul public a început să crească împotriva guvernului Assad. Trei zile mai târziu, zeci de kurzi sirieni au intrat în greva foamei în solidaritate. La 12 martie, au avut loc proteste majore la Qamișli și Al-Hasakah, atât pentru a protesta guvernul Assad, cât și pentru a comemora Ziua Martirilor Kurzi.
Protestele s-au înmulțit în lunile martie și aprilie ale lui 2011. Guvernul Assad a încercat să calmeze kurzii promițând că la va acorda câtorva mii cetățenie, în special celor care până atunci au fost privați de orice statut legal. Până în vară, protestele se intensificaseră, la fel și represiunile violente ale guvernului sirian.

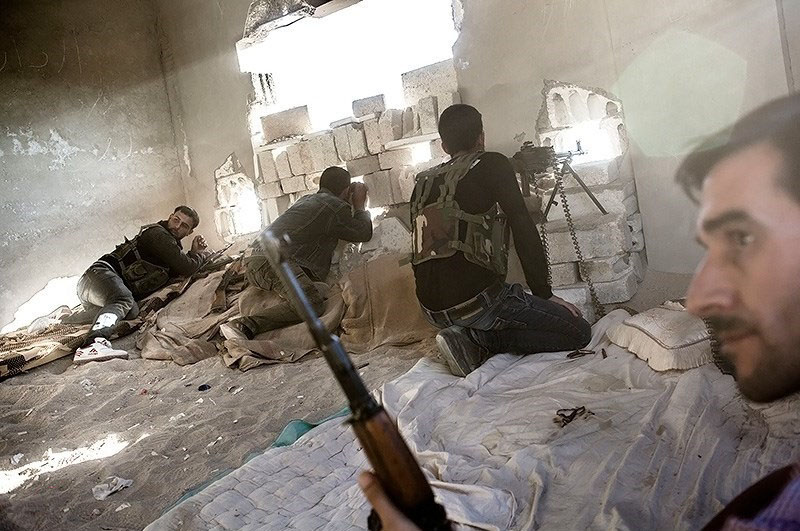
Ras al-Ayn și câteva alte orașe din Siria de nord au fost capturate de către UAP în 2012 (în imagine, Bătălia de la Ras al-Ayn).

În august, o coaliție de grupuri de opoziție a format Consiliul Național Sirian în speranța de a crea o alternativă democratică și pluralistă la guvernul Assad. Luptele interne și dezacordul asupra politicii și incluziunii au afectat grupul încă de la începuturile sale. În toamna anului 2011, răscoala populară a ajuns la un conflict armat. Armata Siriană Liberă (ASL) a început să se unească și insurecția armată s-a răspândit, în mare parte în Siria centrală și de sud.

### Încercările de negociere a partidelor kurde
Mișcarea Națională a Partidelor Kurde din Siria, o coaliție a celor 12 partide kurde din Siria, a boicotat un summit al opoziției siriene la Antalya, Turcia, la 31 mai 2011, afirmând că „orice astfel de întâlnire organizată în Turcia poate fi doar un prejudiciu pentru kurzii din Siria , pentru că Turcia este împotriva aspirațiilor kurzilor ".
În timpul summitului din august de la Istanbul care a condus la crearea Consiliului Național Sirian, doar două dintre partidele din Mișcarea Națională a Partidelor Kurde din Siria, Partidul Uniunii Kurde și Partidul Libertății Kurde, au participat.
Protestele anti-guvernamentale erau în desfășurare în zonele locuite de kurzi din Siria încă din martie 2011, ca parte a revoltei siriene mai largi, dar ciocnirile au început după ce Partidul Uniunii Democrate Kurde (PUD) de opoziție și Consiliul Național Kurd (CNK) au semnat un acord concret în șapte puncte la 11 iunie 2012 la Arbil sub egida președintelui Kurdistanului irakian Massoud Barzani. Cu toate acestea, acest acord nu a reușit să fie pus în aplicare și, astfel, un nou acord de cooperare între cele două părți a fost semnat la 12 iulie, care a creat Comitetului Suprem al Kurzilor ca un organism de conducere al tuturor teritoriilor controlate de kurzi din Siria.

### Teritoriile revendicate de UAP
Unitățile de Apărare a Poporului (UAP) au intrat în conflict prin capturarea orașului Kobanî la 19 iulie 2012, urmată de capturarea orașelor Amuda și Efrîn la 20 iulie. Orașele au căzut fără încăierări majore, forțele de securitate siriene s-au retras fără nicio rezistență semnificativă, armata siriană retrăgându-se ca să lupte în altă parte. CNK și PUD au format apoi un consiliu comun de conducere pentru orașele capturate.
Forțele UAP și-au continuat avansarea, iar pe 21 iulie au capturat Al-Malikiyah (în kurduă: Dêrika Hemko), care se află la 10 kilometri de granița turcă. Forțele de la acea vreme intenționau, de asemenea, să captureze Qamișli, cel mai mare oraș sirian cu majoritate kurdă. În aceeași zi, guvernul sirian a atacat o patrulă a membrilor kurzi UAP și a rănit un luptător. A doua zi a fost raportat că forțele kurde încă se luptau pentru Al-Malikiyah, unde un tânăr activist kurd a fost ucis după ce forțele de securitate guvernamentale au deschis focul asupra protestatarilor. UAP a preluat controlul asupra orașelor Ra's al-'Ayn (kurdă: Serê Kaniyê) și Al-Darbasiyah (kurdă: Dirbêsiyê), după ce unitățile de securitate și politice s-au retras din aceste zone, în urma unui ultimatum emis de kurzi. În aceeași zi, au izbucnit ciocniri în Qamișli între UAP și forțele guvernamentale în care un luptător kurd a fost ucis și doi au fost răniți împreună cu un oficial guvernamental.
S-a declarat că ușurința cu care forțele UAP au capturat orașele și trupele guvernamentale s-au retras din s-a datorat unui acord pe care guvernul l-a avut cu kurzii, astfel încât forțele militare din zonă să poată fi eliberate pentru a ataca forțele de opoziție în restul țării. La 24 iulie, PUD a anunțat că forțele de securitate siriene s-au retras din micul oraș kurd de 16.000 de locuitori, Al-Ma'bada (în kurdă: Girkê Legê), între Al-Malikiyah și granițele turcești. Forțele YPG au preluat controlul asupra tuturor instituțiilor guvernamentale.

### Înființarea autoguvernării
La 1 august 2012, forțele de securitate ale statului de la periferia țării au fost trase în lupta ce ce intensifica în Alep. În timpul acestei mari retrageri din nord, UAP a preluat controlul a cel puțin părți din orașele Qamișli, Efrin, Amude, Dirbesiye și Kobanî, cu foarte puține rezistențe sau victime.
Pe 2 august 2012, Comitetul Național de Coordonare pentru Schimbarea Democrată a anunțat că majoritatea orașelor predominant kurde din Siria, cu excepția orașelor Qamișli și Hasaka, nu mai erau controlate de forțele guvernamentale și au ajuns sub controlul partidelor politice kurde. În Qamishli, forțele militare și de poliție ale guvernului au rămas în cazarmă, iar oficialii administrației din oraș au permis ridicarea drapelului kurd.
După luni de guvernare de facto, PUD și-a anunțat oficial autonomia regională la 9 ianuarie 2014. Au avut loc alegeri, s-au înființat adunări populare și a fost aprobată Constituția din Rojava. De atunci, locuitorii au organizat adunări locale, au redeschis școlile, au înființat centre comunitare și au contribuit la înfrângerea Statului Islamic (ISIL) pentru a obține controlul asupra aproape tuturor pământurilor din Siria la est de râul Eufrat. Kurzii văd modelul lor de democrație ca unul care poate fi implementat în toată Siria în viitor.

## Revoluția socială

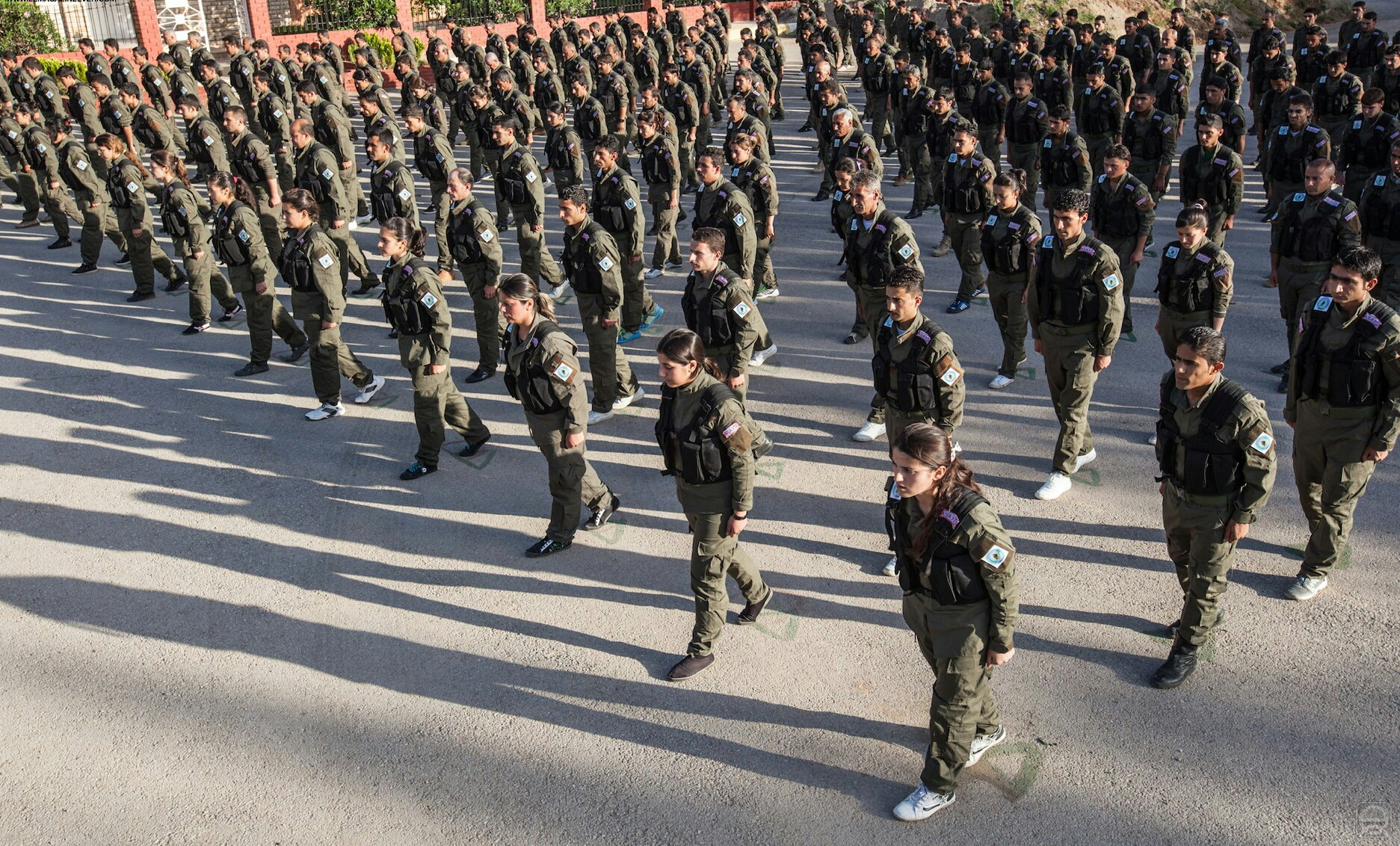
Membrii ai forțelor polițiste Asaiș.

După declararea autonomiei, organizatorii de bază, politicienii și alți membri ai comunității au schimbat radical structura socială și politică a zonei. Au fost înlocuite legile extreme care restricționează organizarea politică independentă, libertatea femeilor, exprimarea religioasă și culturală și politicile discriminatorii desfășurate de guvernul Assad. În locul lor, a fost instituită o constituție a Rojavei care garantează libertatea culturală, religioasă și politică a tuturor oamenilor. Constituția prevede, de asemenea, în mod explicit drepturile și libertatea egale a femeilor și, de asemenea, „mandatează instituțiile publice să lucreze pentru eliminarea discriminării de gen”.
Schimbările politice și sociale care au loc în Rojava au fost în mare parte inspirate de politica socialistă libertariană a liderului kurd Abdullah Öcalan.

### Economie cooperativă
Economia Rojavă este un amestec de companii private, administrație autonomă și cooperative de muncitori. De la revoluție, s-au făcut eforturi pentru tranziția economiei la una de autosuficiență bazată pe cooperativele de muncitori și producători. Această tranziție se confruntă cu obstacolele majore ale conflictului în curs de desfășurare și cu un embargo din toate țările vecine: Turcia, Irak, Iran și diferitele forțe care controlează zonele din apropiere ale Siriei. Acest lucru i-a obligat pe oameni să se bazeze aproape exclusiv pe generatoare cu motorină pentru electricitate. În plus, se pune un accent puternic pe întreprinderile care pot aduce autosuficiența în regiune.

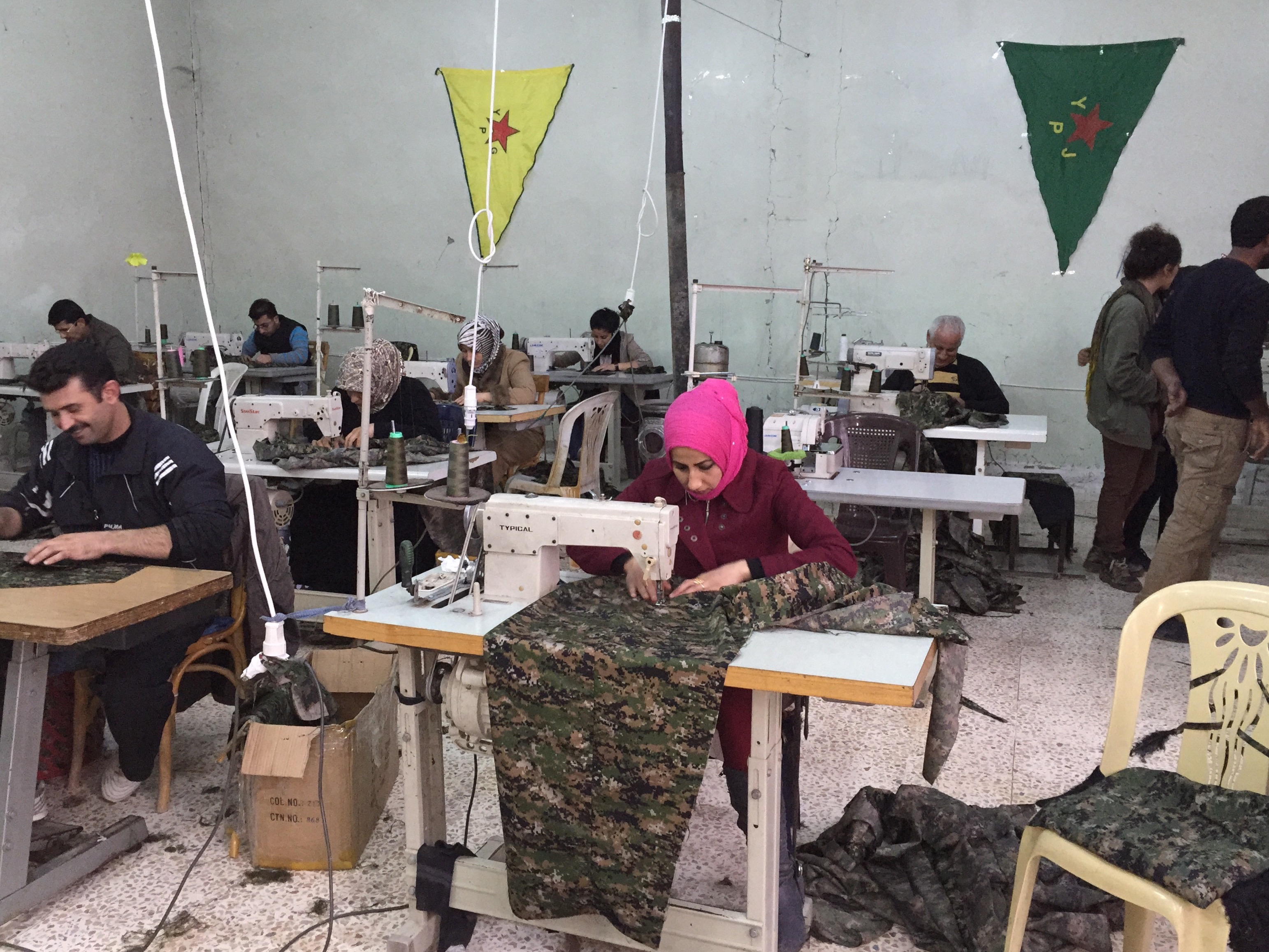
Sirieni confecționând îmbrăcăminte într-o cooperativă muncitorească

La început, nu existau impozite directe sau indirecte asupra persoanelor sau întreprinderilor din regiune; Administrația s-a finanțat în principal prin vânzarea de petrol și alte resurse naturale și tarife pentru comerțul de frontieră (care este clandestin din cauza embargoului). Cu toate acestea, în iulie 2017, sa raportat că administrația din regiunea Jazira a început să colecteze impozitul pe venit pentru a asigura serviciile publice din regiune. Există parteneriate care au fost create între companii private și administrație. Administrația finanțează, de asemenea, sistemul școlar și distribuie pâinea tuturor cetățenilor la o rată inferioară pieței.
Comitetul Economic al Mișcării pentru o Societate Democrată a ajutat întreprinderile să meargă către o „economie comunitară” bazată pe cooperativele de muncitori și pe autosuficiență. Alte cooperative includ apă minerală îmbuteliată, construcții, fabrici, stații de alimentare cu combustibil, generatoare, animale, ulei, fistic și semințe prăjite și piețe publice. În plus, există mai multe comune agricole cu familii care lucrează în mod colectiv pământul.

### Democrație directă
Cantoanele Rojavei sunt guvernate printr-o combinație de consilii de district și civile. Consiliile raionale sunt formate din 300 de membri, precum și din doi copreședinți aleși - un bărbat și o femeie. Consiliile raionale decid și îndeplinesc sarcini administrative și economice, cum ar fi colectarea gunoiului, distribuția terenurilor și întreprinderile cooperative. Există consilii civile pentru promovarea drepturilor sociale și politice în comunitate.

### Drepturile minorităților etnice
Strâns legată de libertatea religioasă și de protecția minorităților religioase este protecția minorităților etnice. care este prețuită în Rojava, cu toate că majoritatea populației țării este omogen kurdă. Kurzii au acum dreptul de a-și studia limba în mod liber, la fel ca și asirienii. Pentru prima dată, a fost introdus un orar care să includă limba kurdă în sistemul școlilor publice.
De asemenea, locuitorii sunt acum liberi să-și exprime liber cultura. S-au format centre de cultură și muzică, găzduind cursuri de dans, lecții de muzică și coruri.
În unele zone, pe lângă cota de gen pentru consilii, există și o cotă a minorității etnice.
Cu toate acestea, au existat numeroase cazuri de discriminare față de asirieni, inclusiv politici de confiscare a bunurilor asirienilor care au trebuit să fugă din cauza conflictului și numeroase cazuri de atacuri împotriva minorității asiriene. Autoritățile kurde au închis, de asemenea, școlile asiriene private, aparent pentru a proteja elevii de „costurile exorbitante de școlarizare”.

### Justiție restaurativă
Sistemul de justiție penală este în curs de reformare semnificativă, trecând de la o abordare punitivă sub guvernul Assad la una bazată pe principiile justiției restaurative. Comitetele de reconciliere au înlocuit sistemul judiciar al guvernului sirian în mai multe orașe. Comitetele sunt reprezentative pentru diversitatea etnică din zona lor respectivă. De exemplu, comitetul din Tal Abyad are arabi, kurzi, turci și armeni.

### Drepturile femeii

#### Jineologia și Revoluția din Rojava

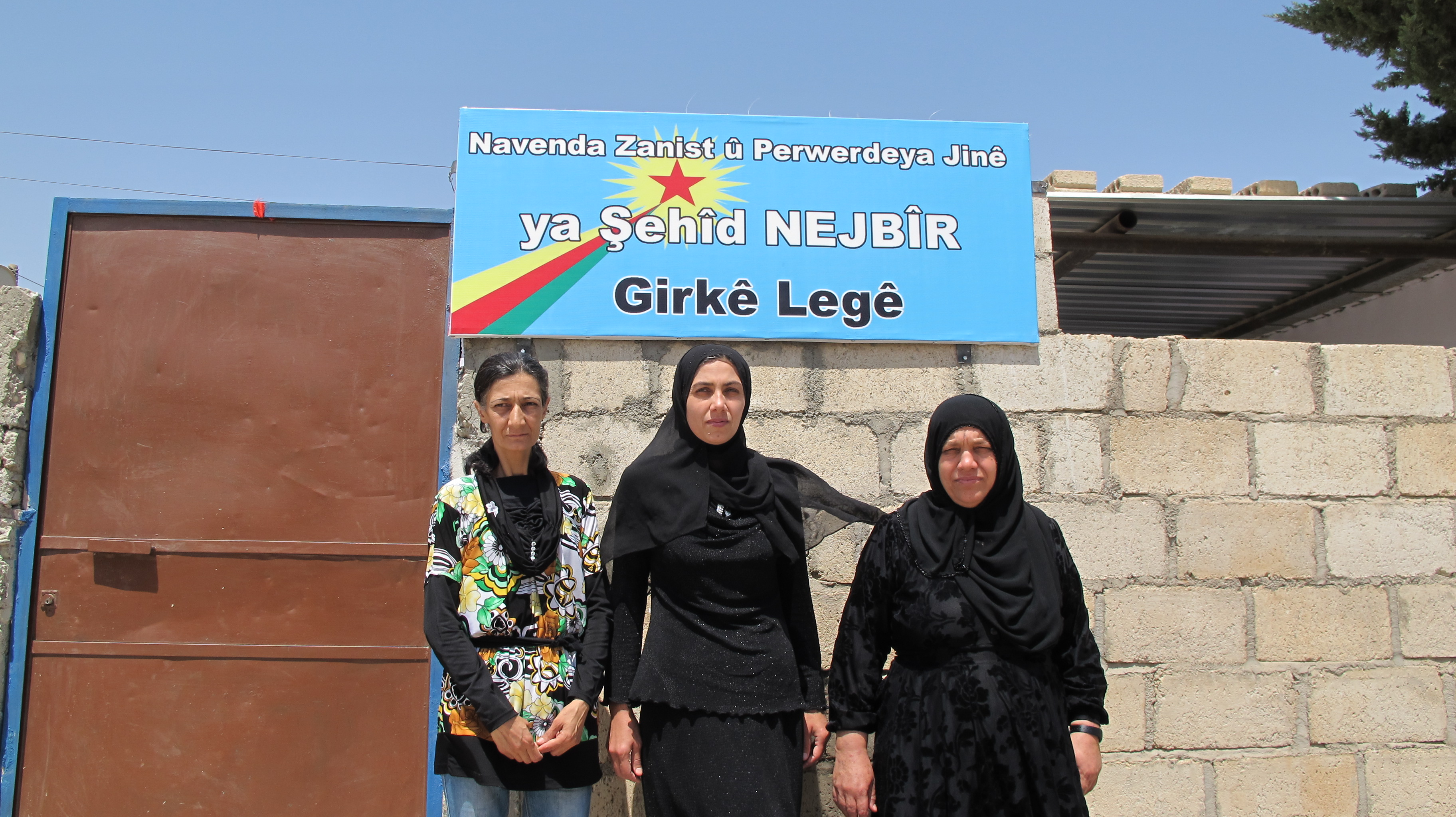
Centrul feminin al Girkei Lege oferă servicii supraviețuitorilor violenței domestice și abuzului sexual.

Feminismul, în special jineologia (știința femeilor), este esențial pentru revoluția socială care are loc în Rojava. Sentimentul puternic feminist care a câștigat popularitate printre kurzi se datorează probabil inegalității extreme între cele două sexe specifică dictaturilor din Orientul Mijlociu și din Lumea arabă, rezultând în dorința de egalitate între genuri, uneori până la nivele extreme. În Contractul Social al regiunilor autonome Kobane, Jazira și Afrin din 2014, se afirmă că femeile și bărbații au aceleași drepturi. O mare parte din accentul revoluției s-a concentrat pe abordarea nivelurilor extreme de violență pe care le-au suportat femeile din zonă, precum și pe creșterea conducerii femeilor în toate instituțiile politice. Toți luptătorii UAP, UFA și Asaiș sunt forțați să studieze jineologia ca parte a instruirii lor, aceasta fiind predată și în centrele comunitare.
În toate consiliille locale este necesară o cotă a genurilor de cel puțin 40% pentru a se decide asupra unui vot. În prezent se fac eforturi și pentru a reduce cazurile de căsătorie în cazul minorilor, poligamie și crimă de onoare, atât pe plan social, cât și prin legislația care interzice aceste practici.

#### Casele femeilor
În fiecare oraș și sat aflat sub controlul UAP-ului, se înființează o casă pentru femei. Acestea sunt centre comunitare administrate de femei, care oferă servicii supraviețuitorilor violenței domestice, agresiunilor sexuale și altor forme de rău. Aceste servicii includ consiliere, mediere familială, asistență juridică și coordonarea caselor sigure pentru femei și copii. Cursurile de independență economică și programe de abilitare socială sunt de asemenea susținute în asemenea locuri.

### Libertatea de religie
Dreptul la expresie religioasă este, de asemenea, protejat în constituție. Acest lucru, precum și ostilitatea extremă față de minoritățile religioase din zonele controlate de islamiști, au condus la o migrație mare a minorităților religioase către Rojava, care inițial era majoritar musulmană.

## Relații și conflicte
Există patru forțe majore implicate în revoluția din Rojava. Unitățile de Apărare a Poporului lucrează cu PUD și alte partide politice pentru a stabili autoguvernarea în Rojava. Forțele guvernamentale siriene încă mențin stăpânirea în unele zone din Rojava sub conducerea guvernului Assad, în special în vestul regiunii. O colecție de forțe islamiste sunnite, cea mai mare fiind Statul Islamic (ISIL), a luptat pentru a conduce regiunea prin intermediul fundamentalismului islamic. În cele din urmă, au existat mai multe miliții sub stindardul general al Armatei Siriene Libere ale cărei intenții și alianțe s-au schimbat în timp.

### Relațiile dintre Rojava și Siria
În timp ce conflictul dintre UAP și guvernul sirian nu a fost la fel de activ ca lupta împotriva forțelor islamiste, au existat mai multe conflicte între cele două forțe. Teritoriul controlat odată de guvernul sirian atât în Qamișli, cât și în al-Hasakah a fost preluat de forțele UAP. La sfârșitul lunii aprilie 2016, au izbucnit ciocniri între forțele guvernamentale și luptătorii UAP pentru controlul Qamișliului.
La începutul lunii august din 2016, luptătorii UAP controlau două treimi din orașul al-Hasakah din nord-est, în timp ce milițiile pro-guvernamentale controlau restul. La 17 august 2016, au izbucnit bătălii grele între UAP și guvernamen, care au dus la moartea a patru civili, patru luptători kurzi și trei loialiști guvernamentali. La 18 august, avioane guvernamentale siriene au bombardat poziții UAP în Hasakah, inclusiv trei puncte de control UAP și trei baze UAP. Kurzii sirieni ceruseră recent ca miliția pro-guvernamentală a Forțelor Naționale de Apărare să se desființeze în al-Hasakah. O sursă guvernamentală a declarat că atacurile aeriene reprezintă „un mesaj adresat kurzilor că ar trebui să oprească acest tip de cerere care constituie un afront pentru suveranitatea națională”. Un alt posibil factor din spatele luptelor ar fi fost dezghețul recent al relațiilor turco-ruse care a început în iulie 2016; Rusia, un aliat cheie al guvernului sirian, susținuse anterior forțele kurde siriene ca mijloc de a exercita presiuni asupra Turciei. După înfrângerea teritorială recentă a ISIL în Siria și Irak și îmbunătățirile relației turco-ruse, este posibil ca Rusia și aliații săi să înceapă să vadă o Rojavă puternică ca fiind din ce în ce mai puțin utilă.
Ca răspuns la atacurile avioanelor siriene asupra pozițiilor kurde de lângă al-Hasakah, Statele Unite au trimis avioane asupra orașului pentru a descuraja atacurile ulterioare.
Până la 22 august, trupele guvernamentale siriene, luptătorii Hezbollah și membrii miliției paramilitare iraniene Basij s-au implicat în luptele împotriva forțelor kurde din al-Hasakah.

### Conflictele politice interne ale Rojavei
La 28 decembrie 2012, forțele guvernamentale siriene au deschis focul asupra demonstranților pro-ASL în orașul al-Hasakah, ucigând și rănind mai mulți indivizi. Triburile arabe din zonă au atacat pozițiile UAP din oraș drept represalii, afirmând că luptătorii kurzi colaborează cu guvernul. Au izbucnit ciocniri și trei arabi au fost uciși, deși nu era clar dacă au fost uciși de forțele UAP sau de cele guvernamentale din apropiere. Manifestări au fost organizate de diferite grupuri kurde din Kurdistanul de Vest și la sfârșitul lunii decembrie. Susținătorii PUD au condus vehicule la viteze mici printr-o demonstrație a CNK-ului din Qamișli, crescând tensiunile între cele două grupuri.
În perioada 2-4 ianuarie, manifestanții conduși de PUD au organizat proteste în cartierul al-Antariyah din Qamișli, cerând „libertate și democrație” atât pentru kurzi, cât și pentru sirieni. Mulți activiști au campat la fața locului. La 4 ianuarie, aproximativ 10.000 de persoane au participat la mitinguri, care au inclus și un număr mai mic de susținători al altor partide kurde,  cum ar fi CNK, care a organizat un miting în cartierul Munir Habib. Organizatorii PUD planificaseră să participe 100.000 de persoane, dar un astfel de sprijin nu s-a concretizat. Demonstrațiile au fost concomitente cu mitingurile organizate în toată țara de opoziția arabă, deși partidele kurde nu au folosit aceleași lozinci ca arabii și, de asemenea, nu au făcut aceleași lozinci între propriile lor partide. Kurzii au manifestat și în alte câteva orașe, dar nu în întreaga regiune kurză.